# Louis VII de Hesse-Darmstadt
Pour les articles homonymes, voir Louis VII.
Louis VII, né le 22 juin 1658 à Darmstadt et mort le 31 août 1678 à Gotha, est landgrave de Hesse-Darmstadt pendant quelques mois en 1678.

## Biographie
Louis VII est le fils aîné du landgrave Louis VI de Hesse-Darmstadt et de sa première épouse Marie-Élisabeth de Holstein-Gottorp. Il succède à son père à sa mort, le 24 avril 1678, mais ne règne que dix-huit semaines et quatre jours avant de mourir des suites d'une infection pulmonaire. Son demi-frère cadet Ernest-Louis lui succède.
Au sein de la Société des fructifiants, sa devise est Amusement particulier et son emblème les Fleurs rouges de mai.[réf. souhaitée]